# 王文宝 (民俗学家)
王文宝（1929年—2014年3月10日），笔名幸辛，男，北京通县人，中国民俗学家，曾任中国民俗学会副秘书长、副理事长。